# Архіпов Олександр Анатолійович
Олекса́ндр Анато́лійович Архі́пов — молодший сержант Збройних сил України, учасник російсько-української війни.
Станом на лютий 2019 року — військовослужбовець, Генеральний штаб Збройних сил України.

## Нагороди
За особисту мужність, сумлінне та бездоганне служіння Українському народові, зразкове виконання військового обов'язку відзначений — нагороджений
- орденом «За мужність» III ступеня (3.11.2015).